# Attenweiler
Attenweiler település Németországban, azon belül Baden-Württembergben. Lakosainak száma 1974 fő (2023. december 31.).

## Népesség
A település népessége az elmúlt években az alábbi módon változott:
| Lakosok száma | 1584 | 1910 | 1934 | 1947 | 1969 | 1974 |
|               | 1975 | 2017 | 2019 | 2021 | 2022 | 2023 |